# 박경근 (배우)
박경근(1959년 ~ )은 대한민국의 배우이다.

## 출연작

### 영화
- 2002년 《오아시스》... 옆집 남자 역
- 2007년 《허브》... 파출소장 역
- 2007년 《그놈 목소리》... 감식반장 역
- 2007년 《마이 파더》... 행상남 역
- 2008년 《서양골동양과자점 앤티크》... 권투관장 역
- 2009년 《청담보살》... 승원 형 역
- 2010년 《불타는 내 마음》... 보람 아빠 역
- 2010년 《뭘 또 그렇게까지》... 김 화백 역
- 2011년 《그대를 사랑합니다》... 군봉 장남 역
- 2012년 《광해, 왕이 된 남자》... 대사헌 역
- 2014년 《두근두근 내 인생》... 택시회사 사장 역
- 2014년 《상의원》... 병판 역
- 2016년 《검사외전》... 5년후 재소자 2 역
- 2017년 《보통사람》... 양 반장 역
- 2017년 《대장 김창수》... 법부대신 역
- 2019년 《말모이》... 간판서장 역
- 2019년 《뺑반》... 서장 역
- 2019년 《생일》... 출입국 직원 2 역
- 2019년 《크게 될 놈》... 뱃사람 1 역
- 2019년 《타짜: 원 아이드 잭》... 교수 역
- 2020년 《히트맨》... 고위직 1 역
- 2020년 《잔칫날》... 경만 부 역
- 2022년 《모럴센스》... 경비 역
- 2022년 《인생은 아름다워》... 목포고 경비 역
- 2024년 《행복의 나라》... 김지원 역
- 2024년 《전,란》... 좌의정 역

### 드라마
- 2024년 MBC 금토드라마 《이토록 친밀한 배신자》... 이석문 역